# (20790) 2000 SE45
2000 أس إي 45 (ويعرف أيضًا باسم (20790) 2000 أس إي 45 وفق تسمية الكوكب الصغير) (بالإنجليزية: 2000 SE45)‏ هو كويكب ضمن حزام الكويكبات؛ وترتيبه 20790 من حيث الاكتشاف.
اكتُشف هذا الجُرم الفلكي بواسطة بحث لنكولن عن الكويكبات القريبة من الأرض في 26 سبتمبر 2000.

## وصلات خارجية
- (20790) 2000 SE45 في قاعدة بيانات مختبر الدفع النفاث لأجرام النظام الشمسي الصغيرة

- الاكتشاف · مخطط المدار ·  العناصر المدارية · المعلمات المادية

- (20790) 2000 SE45 على موقع ويكي سكاي: DSS2, SDSS, GALEX, IRAS, Hydrogen α, X-Ray, Astrophoto, Sky Map, Articles and images